# La bella muchacha de Perth
La bella muchacha de Perth (título original en francés, La jolie fille de Perth) es una ópera en cuatro actos con música de Georges Bizet sobre un libreto en francés de Jules-Henri Vernoy de Saint-Georges y Jules Adenis, e inspirado por la novela homónima escrita en 1826 por Walter Scott. Fue estrenada el 26 de diciembre de 1867 en el Théâtre-Lyrique (Théâtre-Lyrique Impérial du Châtelet) de París. Muchos escritores han criticado severamente a los libretistas por sus tópicos y eventos improbables, mientras que alaban el avance de Bizet respecto a sus óperas anteriores en construcción de piezas de conjunto y sus sorprendentes ideas instrumentales y melódicas.

## Historia
Encargada por Carvalho en 1866 y terminada por Bizet a finales de aquel año (con el papel principal para soprano pretendido para Christina Nilsson), el ensayo de vestuario tuvo lugar en septiembre de 1867 y la primera representación tres meses más tarde. Fue repuesto después en París el 3 de noviembre de 1890 en el Éden-Théâtre durante once interpretaciones.
La bella muchacha de Perth fue representada en Bruselas en 1868 y en Ginebra en 1885; en alemán se dio en Weimar y Viena en 1883, y en inglés en Mánchester y Londres en 1917.
Fue representada en el Festival de Wexford en 1968, el Théâtre Impérial de Compiègne en 1998 y el Festival de Buxton en 2006, y grabado por la BBC en Mánchester para el centenario de Bizet en 1975.
Esta ópera rara vez se representa en la actualidad; en las estadísticas de Operabase aparece con solo 3 representaciones en el período 2005-2010.

## Personajes
| Personaje | Tesitura      | Reparto del estreno, 26 de diciembre de 1867 (Director: Adolphe Deloffre) |
| --- | ------------- | ------------------------------------------------------------------------- |
| Henri (Henry) Smith, un herrero | tenor         | M Massy                                                                   |
| Cathérine Glover | soprano       | Jeanne Devriès                                                            |
| Simon Glover, su padre, un guantero | bajo          | Émile Wartel                                                              |
| Mab, reina de los gitanos | soprano       | Alice Ducasse                                                             |
| Ralph, Aprendiz del guantero | bajo-barítono | F Lutz                                                                    |
| Le Duc de Rothsay, duque de Rothsay | barítono      | Auguste Armand Barré                                                      |
| Un señor a su servicio | tenor         | M Boudias                                                                 |
| Su mayordomo | bajo          | M Guyot                                                                   |
| Un trabajador | bajo          | M Neveu                                                                   |
| Coro: trabajadores de Smith, la patrulla de vigilancia, enmascarados, gitanos, invitados del duque, nobles, artesanos, solterones y muchachas. |               |                                                                           |

## Números famosos
- Air de Ralph «Quand la flamme de l'amour» - Acto 2

## Grabaciones
- 1949 Gwen Catley - Catherine Glover; Richard Lewis - Harry Smith; Trefor Jones - duque de Rothsay; Norman Walker - Ralph; Lorely Dyer - Mab, reina de los gitanos; Owen Brannigan - Simon Glover; David Holman - Un noble; Coro teatral de la BBC, maestro de coro John Clements; Real Orquesta Filarmónica dirigida por Sir Thomas Beecham. (Una versión inglesa, (trad. por Paul England, reatransmisión en vivo en 5-6 de junio de 1949 por la BBC, lanzada por Beulah (1-2PD23) en 2000.)
- 1985 June Anderson - Cathérine Glover; Alfredo Kraus - Henri Smith; Gino Quilico - El duque de Rothsay; José van Dam - Ralph; coros de Radio-France, Nueva Orquesta Filarmónica, director Georges Prêtre. EMI 747 559-8